# Клименко, Станислав Владимирович
Станислав Владимирович Клименко (8 ноября 1941 ― 13 апреля 2018) — генеральный директор Института Физико-Технической Информатики (Протвино); доктор физико-математических наук, профессор кафедры физико-технической информатики МФТИ, один из основателей компании РДТЕХ.

## Биография
Родился 8 ноября 1941 года в Тбилиси (Грузинская ССР).
Закончил МФТИ в 1966 году по специальности «экспериментальная ядерная физика», кандидатскую диссертацию защитил в 1974 году, докторскую — в 1986 году. Профессор с 1992 года.
- С ноября 1967 по август 2002 года работал в Институте физики высоких энергий (ИФВЭ, Протвино): последовательно младший научный сотрудник, руководитель группы, снс, начальник лаборатории с возложением обязанностей заместителя начальника отдела, начальник лаборатории, главный научный сотрудник.
- 13 августа 2002 года уволен из Института физики высоких энергий. В приказе об увольнении обозначено: за прогул. На самом деле причиной увольнения стало расхождения взглядов с администрацией по вопросам перспектив[2].
- С мая 2003 по январь 2006 года главный специалист Института космических исследований РАН.
- С февраля 2006 по декабрь 2008 года начальник отдела в ОАО «Научно-исследовательский центр электронной вычислительной техники».
- С апреля по июнь 2009 года работал в Политехническом музее в должности ведущего научного сотрудника.
- С сентября 2009 года по июнь 2010 года начальник сектора в ФГУП «Московский радиотехнический институт РАН».
- С июля 2010 по октябрь 2011 года работал главным научным сотрудником Института истории естествознания и техники им. С. И. Вавилова РАН.

## Научные достижения
Принимал участие в проектировании, создании и исследовании систем автоматизации экспериментов в физике высоких энергий. Под его руководством выполнен ряд международных проектов по тематике новых информационных технологий двойного назначения, поддержанных грантами Министерства науки, высшей школы и технической политики Российской Федерации, РФФИ и Европейского Союза.
Лауреат премии Совета Министров СССР по науке и технике 1984 года.
В 2001 года под руководством Станислава Клименко была создана первая в России установка виртуального окружения и первая в мире — на одном персональном компьютере. Установка демонстрировалась на Международной выставке CeBIT’2002 и на юбилейной конференции-выставке, посвящённой 10-летию РФФИ.
Опубликовал более 300 научных работ и 6 монографий.

## Общественно-научная работа
Был членом секции «Микроэлектроника, средства вычислительной техники и автоматизации, ядерное приборостроение» Научно-технического Совета № 1 Минатома России, председателем рабочей группы по конверсии предприятий Минатома «Информатизация научных и про- ектных работ», выборным членом НТС ИФВЭ, членом «Большого Учёного Совета МФТИ».
Член редколлегий журналов «Программирование», «International Virtual Reality Journal», член международного программного комитета конференций «Графикон», «Cyber Worlds», «GRAPP»; председателем международного программного комитета конференции VEonPC; сопредседатель международного программного комитета MEDIAS.

## Педагогическая работа
Занимался преподавательской деятельностью в МФТИ с 1977 года.
В 1992 году избран профессором, а с 1998 года — заведующим кафедрой Системной интеграции и менеджмента, на которой проработал до октября 2011 года.
Более 15 лет был заместителем заведующего базовой кафедры ИФВЭ. Под руководством Клименко С. В. и под эгидой ИФВЭ-МФТИ в течение 10 лет действовала Школа «Автоматизация научных исследований». Под его руководством защищено более 30 дипломным работ и 15 кандидатских диссертаций. Был приглашённым профессором Южно-Чешского Университета (чеш. Jihočeská univerzita v Českých Budějovicích) в Ческе-Будеёвице, Наньянского технологического университета в Сингапуре и Тамкангского университета (англ. Tamkang University) на Тайване.

## Профессиональная активность
Станислав Клименко являлся членом международных профессиональных организаций:
- Американского математического общества — AMS,
- Ассоциации вычислительных машин — ACM — senior member,
- Института инженеров по электротехнике и электронике — IEEE — senior member.

Являлся экспертом РФФИ по направлениям: «ориентированные фундаментальные исследования» и «создание и развитие информационных, вычислительных и телекоммуникационных ресурсов для проведения фундаментальных исследований»; а также экспертом Европейского союза по информационным технологиям; принимал участие в оценке научной работы Фраунгоферовского института медиакоммуникаций (в составе международной группы экспертов); зарегистрирован в Федеральном реестре экспертов научно-технической сферы при Минпромнауки России (Свидетельство No.11313707.1430).
Являлся членом Экспертного совета РФФИ по «Телекоммуникациям и информационным системам».
В 2016-2018 гг. — председатель диссертационного совета по научной специальности 05.01.01 в Нижегородском государственном архитектурно-строительном университете.

## Семья
Жена — Любовь Андреевна Клименко (Лушева) (с 1967 года). Сыновья — Владимир (1967) и Андрей (1973), внуки — Анастасия, Алиса, Елена и Станислав.